# Yanoda
Yanoda (Chino: 呀诺达) es una selva tropical en Hainan (provincia de China). La selva tropical es una atracción turística importante y está localizado cerca la ciudad de Sanya.

## Proyecto gubernamental
Los planes de gobierno chinos para invertir 3.9 mil millones renminbi al área de parque. 45 km² del bosque está reservado para la Zona Turística Cultural, el área entera de bosque protegido es 123 km². En 2012, la Zona Turística estuvo valorada un AAAAA-sitio escénico.